# Meno male che ci sei tu
Meno male che ci sei tu è un singolo del gruppo musicale italiano Sick Tamburo, con la partecipazione del cantautore Motta, pubblicato il 20 ottobre 2017 dall'etichetta La Tempesta Dischi.

## Video musicale
Il video musicale, diretto da Stefano Poletti, è stato pubblicato il 26 ottobre 2017 sul canale YouTube dei Sick Tamburo.